# Ayr (Nebraska)
Ayr é uma vila localizada no estado americano de Nebraska, no Condado de Adams.

## Demografia
Segundo o censo americano de 2000, a sua população era de 98 habitantes. 
Em 2006, foi estimada uma população de 106, um aumento de 8 (8.2%).

## Geografia
De acordo com o United States Census Bureau, a localidade tem uma área de 0,4 km², sem área coberta por água. Ayr localiza-se a aproximadamente 559 m acima do nível do mar.

## Localidades na vizinhança
O diagrama seguinte representa as localidades num raio de 20 km ao redor de Ayr. 